# Communauté de communes Pontgibaud Sioule et Volcans
La communauté de communes Pontgibaud Sioule et Volcans est une ancienne structure intercommunale française, située dans le département du Puy-de-Dôme en région Auvergne-Rhône-Alpes.

## Histoire
Le projet de schéma départemental de coopération intercommunale (SDCI) du Puy-de-Dôme, dévoilé en octobre 2015, proposait la fusion avec les communautés de communes de Haute Combraille et Sioulet-Chavanon, d'autant plus que la communauté de communes de Pontgibaud ne peut plus se maintenir du fait d'une population inférieure à 5 000 habitants. La nouvelle intercommunalité, qui constitue l'ouest des Combrailles, et bénéficiant d'un accès autoroutier à l'A89, comptera 36 communes, toutes en zone de montagne, pour près de 13 500 habitants.
Le périmètre proposé n'est pas modifié à la suite de l'adoption du SDCI en mars 2016. Un arrêté préfectoral du 13 décembre 2016 prononce la fusion de ces trois communautés de communes ; la nouvelle structure intercommunale prend le nom de « Chavanon Combrailles et Volcans ».

## Territoire communautaire

### Géographie
La communauté de communes est située à l'ouest du département du Puy-de-Dôme. Elle jouxte, dans le même département, les intercommunalités de Haute Combraille à l'ouest, Manzat communauté au nord-est, Volvic Sources et Volcans à l'est et Rochefort-Montagne au sud.
Le territoire communal est traversé par la route départementale 941, ancienne route nationale 141, reliant Limoges et Aubusson à Clermont-Ferrand. Elle permet d'accéder à l'autoroute A89 (l'échangeur 26 sur la commune de Bromont-Lamothe), menant vers Paris et Bordeaux.

### Composition
Celle-ci comprend sept communes :
| Nom                     | Code Insee | Gentilé           | Superficie (km2) | Population (dernière pop. légale) | Densité (hab./km2) |
| ----------------------- | ---------- | ----------------- | ---------------- | --------------------------------- | ------------------ |
| Pontgibaud (siège)      | 63285      | Gibaldipontins    | 4,59             | 722 (2014)                        | 157                |
| Bromont-Lamothe         | 63055      | Bromontois        | 38,07            | 1 001 (2014)                      | 26                 |
| Chapdes-Beaufort        | 63085      | Chapdères         | 31,79            | 1 036 (2014)                      | 33                 |
| La Goutelle             | 63170      | Goutellois        | 24,25            | 626 (2014)                        | 26                 |
| Montfermy               | 63238      | Fourminères       | 14,25            | 226 (2014)                        | 16                 |
| Saint-Jacques-d'Ambur   | 63363      | Saint-Jacquaires  | 20,40            | 271 (2014)                        | 13                 |
| Saint-Pierre-le-Chastel | 63385      | Castelpétrussiens | 17,45            | 421 (2014)                        | 24                 |

### Démographie
| 1968  | 1975  | 1982  | 1990  | 1999  | 2008  | 2013  |
| ----- | ----- | ----- | ----- | ----- | ----- | ----- |
| 4 126 | 3 930 | 3 889 | 3 955 | 3 863 | 4 103 | 4 263 |

## Administration

### Siège
Le siège de la communauté de communes est situé à Pontgibaud.

### Les élus
La communauté de communes est gérée par un conseil communautaire composé de 21 membres représentant chacune des communes membres.
Ils sont répartis comme suit :
| Nombre de délégués | Communes                                                  |
| ------------------ | --------------------------------------------------------- |
| 5                  | Chapdes-Beaufort                                          |
| 4                  | Bromont-Lamothe                                           |
| 3                  | La Goutelle, Pontgibaud                                   |
| 2                  | Montfermy, Saint-Jacques-d'Ambur, Saint-Pierre-le-Chastel |

### Présidence
Le conseil communautaire du 11 avril 2014 a élu son président, Lionel Muller (maire de Chapdes-Beaufort, ancien conseiller général du canton de Pontgibaud), et désigné ses six vice-présidents qui sont, :
- Anthony Leroy (premier adjoint au maire de Bromont-Lamothe), chargé du développement économique et de l'aménagement du territoire ;
- Janette Giraud-Vialette (maire de Saint-Pierre-le-Chastel), chargée de l'habitat, de l'environnement et du développement durable ;
- Jean-Claude Grange (maire de Bromont-Lamothe), chargé de la politique enfance-jeunesse ;
- Jean-Louis Rabat (premier adjoint au maire de Pontgibaud), chargé des affaires sociales ;
- Gérard Tixeront (maire de Saint-Jacques-d'Ambur), chargé du tourisme et de la communication ;
- Frédéric Saby (maire de La Goutelle), chargé de la vie associative, du sport et de la culture.

### Compétences
L'intercommunalité exerce des compétences qui lui sont déléguées par les communes membres.
Les deux compétences obligatoires sont les suivantes :
- développement économique :
  - actions de développement économique, dont la création, l'extension, l'aménagement, l'entretien et la gestion de zones d'activités industrielles et tertiaires (celle de Bromont-Lamothe),
  - actions touristiques de promotion du territoire ;
- aménagement de l'espace :
  - charte communautaire de développement et d'aménagement,
  - schémas de cohérence territoriale et de secteur,
  - mise en œuvre de la politique de Pays.

Les compétences optionnelles sont les suivantes :
- protection et mise en valeur de l'environnement, dont l'élimination, la valorisation et le traitement des déchets ménagers et assimilés, la valorisation des énergies renouvelables et le service public d'assainissement non collectif ;
- politique du logement et du cadre de vie, dont le programme local et les opérations programmées d'amélioration de l'habitat ;
- action sociale d'intérêt communautaire (aides ménagères et portage des repas à domicile, bus des montagnes, enfance et jeunesse) ;
- actions en faveur du sport et de la culture.

### Régime fiscal et budget
La communauté de communes applique la fiscalité professionnelle unique.
Pontgibaud Sioule et Volcans possède un potentiel fiscal par habitant de 228,95 euros, supérieur à la moyenne départementale (198,51 euros). Les taux d'imposition votés en 2015 sont les suivants : taxe d'habitation 9,69 %, foncier bâti 0,442 %, foncier non bâti 7,31 %, cotisation foncière des entreprises 29,03 %.

### Source
- Fiche dans la base nationale sur l'intercommunalité